# Canton de Nevers-Sud
Le canton de Nevers-Sud est ancien canton français situé dans le département de la Nièvre et la région Bourgogne.

## Géographie
Ce canton est organisé autour de Nevers et est l'un des 13 cantons de l'arrondissement de Nevers.

## Histoire
Le canton de Nevers-Sud est créé par le décret du 16 août 1973 scindant en quatre le canton de Nevers.
Il est supprimé par le redécoupage cantonal de 2014.

## Représentation
| Période | Période | Identité           | Étiquette | Qualité                                                              |
| ------- | ------- | ------------------ | --------- | -------------------------------------------------------------------- |
| 1973    | 1992    | Michel Girand      | PS        | Directeur commercial Conseiller municipal de Nevers                  |
| 1992    | 1998    | Daniel Rostein     | RPR       | Médecin ORL Elu en 2001 dans le Canton de Nevers-Centre              |
| 1998    | 2004    | Jean-Claude Boulez | PS        | Retraité Adjoint au maire de Nevers                                  |
| 2004    | 2015    | Yvette Morillon    | PS        | Chef d'entreprise Ancienne conseillère municipale déléguée de Nevers |

## Composition
| Nom                | Code Insee | Intercommunalité | Population (dernière pop. légale)               |
| ------------------ | ---------- | ---------------- | ----------------------------------------------- |
| Nevers (chef-lieu) | 58194      | CA de Nevers     | Fraction : 10 405(2012) Commune : 34 485 (2014) |
| Challuy            | 58051      | CA de Nevers     | 1 532 (2014)                                    |
| Marzy              | 58160      | CA de Nevers     | 3 656 (2014)                                    |
| Sermoise-sur-Loire | 58278      | CA de Nevers     | 1 582 (2014)                                    |

Le canton de Nevers-Nord se composait de :
- les communes de Marzy, Challuy et Sermoise,
- la portion de territoire de la ville de Nevers déterminée par l'axe des voies ci-après : pont de la Grippe, rue Émile-Martin (rue du Viaduc) jusqu'à la Loire, rive droite de la Loire jusqu'à la limite de la commune de Marzy, route de Marzy jusqu'à la rue des Montots, rue des Montots jusqu'à la rue Paul-Pierre-Clerc, rue Paul-Pierre-Clerc jusqu'à la rue Général-Lespinasse, rue Général-Lespinasse, rue Milheu-Bartheneuf, rue du Donjon, rue de la Rotonde jusqu'au pont de la Grippe, intersection de la rue Pierre-Émile-Gaspard et de la rue de la Rotonde, rue de la Rotonde jusqu'à la rue du Donjon, rue du Donjon, rue Milheu-Bartheneuf, rue du Général-Lespinasse, rue Paul-Pierre-Clerc jusqu'à la rue des Montots, rue des Montots, route de Marzy jusqu'à la limite de la commune de Marzy, route de Fourchambault, limite de la commune de Varennes-Vauzelles jusqu'à la voie ferrée, voie ferrée jusqu'à la place de la Fontaine-d'Argent, rue de Charleville (côté pair) et rue du Chemin-de-Fer (côté pair), jusqu'au pont de la Grippe.

## Démographie
| 1962 | 1968 | 1975 | 1982 | 1990 | 1999   | 2006   | 2009 |
| ---- | ---- | ---- | ---- | ---- | ------ | ------ | ---- |
| -    | -    | -    | -    | -    | 18 763 | 18 461 | -    |